# Lei suntuária

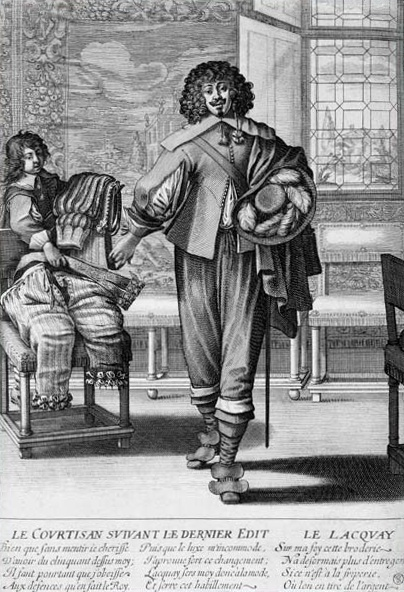
Le Courtisan suivant le Dernier Édit de Abraham Bosse retrata um cortesão francês pondo de lado suas rendas, fitas e mangas cortadas em favor do vestido sóbrio de acordo com o Edito de 1633.

Lei suntuária ou lei sumptuária (do latim sumptuariae leges) é uma lei que visa regular hábitos de consumo. São leis que são feitas com o propósito de restringir o luxo e a extravagância, particularmente contra gastos absurdos quanto a vestes, comida, móveis etc. Tradicionalmente, é uma lei que regulava e reforçava as hierarquias sociais e os valores morais através de restrições quanto ao gasto com roupa, alimento e bens de luxo. Na maioria das épocas e lugares, elas foram ineficazes.
Por toda a história, as sociedades usaram as leis suntuárias para uma variedade de propósitos. Elas tentavam regular a balança comercial ao limitar o mercado de bens importados caros. Elas também eram um jeito fácil de identificar o nível social e privilégios, sendo frequentemente usadas para fins de discriminação social.
Isso frequentemente significava prevenir os comuns de imitar a aparência dos aristocratas e às vezes também estigmatizar grupos desfavorecidos. Na Baixa Idade Média, leis suntuárias foram instituídas como um jeito de a nobreza refrear o consumismo conspícuo da próspera burguesia das cidades medievais, e elas continuaram a ser usadas para esses propósitos no século XVII.

## Mundo clássico

### Grécia antiga
O código de primeira lei escrita grega (código de locrian), por Zaleuco de Locros, no século VII a.C., previa que "nenhuma mulher livre deve possuir mais do que uma empregada doméstica, a menos que ela esteja bêbada: nem foi para agitar a da cidade de noite, desgastar jóias de ouro por ela, ou ir em um manto bordado, a menos que ela seja uma prostituta pública e profissional, para que, bravos a exceção, nenhum homem tenha de usar um anel de ouro, nem ser visto em um daqueles trajes efeminados tecidos na cidade de Mileto" (Citado a partir de Michel de Montaigne). Ele também proibiu o consumo de vinho puro, exceto para fins medicinais.

### Roma Antiga
O Sumptuariae leges da Roma Antiga foram diversas leis aprovadas para evitar gastos exagerados (sumptus) em banquetes e vestimentas, como o uso de tintura de púrpura tíria cara. Roupas individuais também foram regulamentadas: cidadãos comuns do sexo masculino foram autorizados a usar a toga viril (toga virilis) só ao atingir a maioridade política. Nos primeiros anos do Império, os homens eram proibidos de usar seda e detalhes nas roupas, incluindo o número de listras na túnica, eram regulados de acordo com a classificação social.
Considerava-se que era dever do governo verificar a extravagância nos gastos privados das pessoas, e tais restrições são encontrados em leis atribuídas aos reis de Roma e às Leis das Doze Tábuas. Os censores romanos, que eram responsáveis pela disciplina ou cura morum, eram responsável por infligir aos cidadãos as "nota censoria", marcando em suas listas os nomes de todos que fossem encontrados com um modo de vida luxuoso, sendo que um grande número de casos deste tipo são registrados. Depois da criação da República Romana, ainda mais dessas leis foram aprovadas, no entanto, no fim da República, foram praticamente revogadas. Todas as leis desse tipo que ainda existiam foram ignoradas durante o luxo libertino que caracterizou o período de duração do Império Romano, exceto quanto às leis que tratavam das vestimentas de púrpura tíria.
Apenas o Imperador Romano podia vestir o símbolo de seu governo, uma capa de púrpura tíria consturada com linha de ouro, enquanto os senadores romanos eram os únicos que podiam usar o distintivo de suas funções, uma faixa de púrpura tíria em suas togas. Durante todo o império, grandes quantidades de seda eram importadas da China pela Rota da Seda, visto que os conselheiros imperiais advertiam que as reservas de prata romanas estavam acabando. Perto do final do Império Romano do Ocidente, o Imperador Flávio Honório (423 d.C.) outorgou um decreto proibindo os homens de vestirem calças "bárbaras" em Roma.

## Ásia

### China
Leis suntuárias existiam na China em algumas formas a partir da Dinastia Chin (221 a.C.). A virtude confuciana de restrição foi incorporada no sistema acadêmico central da burocracia da China e foi codificada em suas leis.
As leis suntuárias sempre tratavam sobre o tamanho e decoração de túmulos e mausoléus. O fundador da Dinastia Ming, o Imperador Hongwu, emitiu tais regulamentos no primeiro ano do império (1368) e reforçou-os em 1396. De acordo com as regras deste último, apenas a mais alta nobreza (aqueles dos níveis gong e hou) e os funcionários dos três primeiros níveis foram autorizados a ter um memorial de estela instalado no topo da uma tartaruga de pedra; As estelas dos mandarins ficavam em simples pedestais retangulares, enquanto os plebeus tinham que se contentar com uma lápide simples. O tamanho do local e o número de estátuas dos mausoléus de nobres e mandarins variavam dependendo de sua classificação.
As leis suntuárias não foram atualizadas na China até depois de cerca de 1550, mas logo se tornaram ineficazes. Kenneth Pomeranz tem pesquisado os níveis de consumo na China ao longo de vários séculos, antes e durante o período de intensa expansão industrial na Europa (após 1800). Ele sugere que os níveis de consumo de bens de luxo, tais como chá, açúcar, seda fina, tabaco, e utensílios de cozinha estavam em pé de igualdade com as regiões centrais na Europa até a expansão industrial.

### Japão sob o domínio dos Xoguns
De acordo com a Britannica Online, "No Japão feudal, as leis suntuárias foram decretadas com uma freqüência e detalhamento de escopo que não tiveram paralelo na história do mundo ocidental". Durante o período Tokugawa (1603-1868) no Japão, as pessoas de todas as classes estavam sujeitas a rigorosas leis suntuárias, que incluia a regulamentação dos tipos de roupas que poderiam ser usados. Na segunda metade desse período (os séculos XVIII e XIX), a classe comerciante (chonin) tinha se tornado muito mais rica que a dos samurais aristocráticos, e, por isso, essas leis procuraram manter as divisões de classe, apesar da capacidade de os comerciantes de usar roupas muito mais luxuosas e de possuir muito mais itens de luxo. O xogunato finalmente cedeu e permitiu certas concessões, incluindo a concessão aos comerciantes de um certo prestígio ao poder usar uma espada em seu cinto; os samurais sempre usavam duas espadas.

## O mundo islâmico

### Leis suntuárias religiosas
Leis suntuárias islâmicas são baseadas em ensinamentos encontrados no Alcorão e Hadith. Os homens são exortados a não usar roupas de seda, nem jóias feitas de ouro. Da mesma forma, vestir roupas ou robes que se arrastam no chão, visto como um sinal de vaidade e orgulho excessivo, também é proibido. Estas regras não se aplicam às mulheres, às quais são permitidos tudo isso.
A proibição de representações de figuras humanas e animais, em geral, são semelhantes aos da proibição bíblica de imagem de escultura, ditada pelo monoteísmo do Islã. O Hadith não permite a representação de animais em artigos de vestuário.

### Regulamentos de vestimenta para não-muçulmanos
Por volta dos séculos VII e VIII, na Síria e Iraque, selar o pescoço foi usado por não-muçulmanos na administração de um imposto. Tatuagens e imagens de marca dos escravos e cativos eram difundidsa no mundo antigo, ao passo que os selos de chumbo ou de cobre foram usados para marcar os não-muçulmanos e escravos no mundo islâmico.
Da mesma forma, os não-muçulmanos não eram autorizados a usar cores associadas ao Islã, particularmente o verde. A prática de marcar judeus e cristãos fisicamente parece ter sido iniciada no início da Bagdá medieval e era considerado altamente degradante.
Em muitos países islâmicos, cristãos e judeus eram obrigados a usar emblemas especiais em suas roupas. A estrela amarela foi introduzida pela primeira vez por um califa de Bagdá no século IX e se espalhou para o Ocidente nos tempos medievais. Em banhos públicos, os não-muçulmanos usavam medalhões suspensos com cordas ao pescoço, para que ninguém os confundissem com os muçulmanos. Cintos, chapéus, sapatos, pulseiras e/ou remendos de pano também foram utilizados. Em 1005, os judeus do Egito fatimida foram obrigados a usar sinos em suas vestes.
No início da década de 2000, o Taliban no Afeganistão exigia que os afegãos hindus usassem estrelas amarelas.

## Europa medieval e renascença
As primeiras reguações suntuárias na Europa cristã foram os regulamentos da igreja do clero, que distinguiam que níveis poderiam usar os itens de vestimentas ou (em menor grau) roupas normais em ocasiões especiais, estas já eram muito detalhadas por volta de 1200, no início das recensões do direito canônico. Os próximos regulamentos mais uma vez fluíram a partir da igreja (de longe a maior burocracia na Europa Medieval), na tentativa de impor o uso de roupas distintivas ou emblemas para que os membros dos vários grupos pudessem ser facilmente identificados, como criminosos marcados já eram.
Os grupos abrangidos incluíam os judeus, muçulmanos, hereges tais como os cátaros (os arrependidos foram obrigados a usar a cruz amarela dos cátaros), leprosos e portadores de algumas outras condições médicas, além das prostitutas. A promulgação e eficácia de tais medidas foram altamente variáveis - esforços para fazer os leprosos usarem longas vestes esbranquiçadas aparentemente não foram bem sucedidas, visto que eles são geralmente mostrados em pinturas vestindo roupas normais, mas com uma buzina ou o chocalho para avisar aos outros de sua condição.
Leis suntuárias emitidas por autoridades seculares visavam manter a população principal vestida de acordo com sua "estação" não começaria até o final do século XIII. Estas leis foram dirigidas a todo o corpo social, mas o peso da regulação foi concentrado nas mulheres e nas classes médias. A sua redação foi normalmente expressa em vocabulário religioso e moralista, apesar de ser afetado por considerações sociais e econômicas que visavam à prevenção de despesas exageradas entre as classes ricas e a drenagem das reservas de capital para os fornecedores estrangeiros.

### Roupas de não-cristãos
Os esforços para fazerem os judeus e muçulmanos se vestirem distintamente datam de 1215 ou pouco antes. Um aspecto das leis suntuárias medievais era tornar os judeus e outras populações de não-cristãos identificáveis pelo uso da estrela amarela ou do chapéu judeu cônico, tendo este último sido inicialmente uma forma voluntária de distintivo importado do mundo islâmico. O Canon 68 do Quarto Concílio de Latrão, em 1215, estipulou que os judeus e os muçulmanos deveriam usar vestuário distintivo; evitar o contato sexual entre as populações foi a razão dada.
Os judeus de Castela, a maior população na Europa, foram dispensados da obrigação pelo papa quatro anos mais tarde, mas em outros lugares, as leis locais foram introduzidas para colocar o cânone em vigor. Em grande parte da Europa, os judeus deveriam usar o Judenhut ou um emblema amarelo na forma de uma roda ou anel (a "rota"), ou, na Inglaterra, uma forma que representava as Tábuas da Lei. Os muçulmanos normalmente deveriam usar um remendo em forma crescente ou vestido oriental. O cumprimento dessas leis parece ter diminuído gradualmente, sendo que o chapéu não é visto muitas vezes em imagens a partir do século XV, embora o anel continue a aparecer depois disso.

### Cortesãs
Formas especiais de vestido para prostitutas e cortesãs foram introduzidas pela primeira vez na Roma Antiga, na forma de uma toga cor de fogo, e re-introduzida no século XIII: em Marselha uma capa listrada, na Inglaterra, um capuz listrado, e assim por diante. Ao longo do tempo, elas tendiam a serem reduzidas a faixas distintas de tecido presas ao braço ou ao ombro, ou borlas no braço. Eestrições posteriores especificaram várias formas de adornos que foram proibidos, embora houvesse também, às vezes, o reconhecimento de que as roupas finas representavam o equipamento de trabalho (e capital) para uma prostituta, e eles puderam ser isentos da legislação aplicável às outras mulheres não-nobres. Por volta do século XV, nenhuma roupa obrigatória parece ter sido imposta a prostitutas na Florença, Veneza (a capital europeia das cortesãs) ou Paris.

### Inglaterra
Na Inglaterra, que a este respeito era típico da Europa, desde o reinado de Eduardo III na Idade Média até o século XVII, as leis suntuárias ditavam que cor e tipo de roupas, peles, tecidos e acabamentos as pessoas de diversos escalões ou rendimentos eram autorizadas a utilizar. No caso das roupas, estas leis destinavam-se, entre outras razões, a reduzir os gastos com têxteis estrangeiros e a garantir que as pessoas não se vestissem "acima de seu nível".
Uma lista extremamente longa de itens, especificando cores, materiais e, por vezes, local de fabricação (bens importados sendo muito mais restritos) destinada para cada sexo, com exceções específicas em relação a título de nobreza ou cargo ocupado. A maioria dessas leis foram mal aplicadas e muitas vezes ignoradas, embora o Parlamento da Inglaterra tenha introduzido repetidas alterações às leis, e vários monarcas (principalmente os Tudor) continuamente exigiam uma aplicação mais rigorosa "com a intenção de que pudesse haver uma diferença de propriedades conhecida por sua aparência, segundo o costume louvável em tempos passados."

### Itália
Muitas leis suntuárias que regulavam itens específicos de vestimenta foram emitidas na Itália durante a Renascença. Decotes foram proibidos em Gênova, Milão e Roma no início do século XVI, e leis que restringiam as peles de zibelina com cabeça e patas de metais preciosos e jóias foram emitidas em Bolonha em 1545 e Milão em 1565.

### França
O breve ensaio de Michel de Montaigne "Sobre leis suntuárias" criticava as leis francesas do século XVI, começando, "A maneira pela qual nossas leis tentam regular as despesas ociosas e inúteis de carne e roupas parece ser contrária ao fim planejado... ninguém além dos príncipes devem comer pregado, usar veludo ou renda dourada, e interditar estas coisas ao povo, que é, senão a torná-las uma maior estima, e para definir cada um mais o que comer e vestir-los?" Ele também cita Platão e Zaleuco de Locros.

## Começo da era moderna
Na Idade Moderna, as leis suntuárias continuaram a ser usadas para apoiar indústrias têxteis nacionais em face das importações. As proibições continuaram a ser ligadas com o nível e renda e continuaram a ser amplamente ignoradas.

### França
Em 1629 e 1633, Luís XIII da França outorgou atos que regulavam "superfluidade dea vestimenta" que proibiam qualquer um, exceto os príncipes e a nobreza, de usar bordados de ouro ou chapéus, camisas, golas e punhos bordados com fios metálicos ou de rendas, e puffs, barras, e cachos de fita foram severamente restringidos. Tal como acontece com outras leis, estas foram amplamente desconsideradas e pouco aplicadas. Uma série de gravuras populares de Abraham Bosse descreve os supostos efeitos desta lei.

### América colonial
Na colônia da Baía de Massachusetts, apenas as pessoas com uma fortuna pessoal de pelo menos £ 200 poderiam usar rendas, fios de ouro e prata ou botões, trabalho de corte, bordado, cintos, babados, capas, e outros artigos. Depois de algumas décadas, a lei estava sendo amplamente descumprida.

## Proibição ou exigência de trajes típicos
As leis suntuárias também foram usadas para controlar populações, proibindo o uso de traje típico e penteados, juntamente com a proibição de outros costumes culturais. Sir John Perrot, o lord deputado da Irlanda sob o domínio de Elizabeth I, proibiu o uso de mantas tradicionais de lã, "batas abertas" com "mangas grandes", e cocares indígenas, exigindo o povo a se vestir com "roupas civis" no estilo inglês.
De forma semelhante, o Ato da Vestimenta de 1746, parte da Lei de Proscrição emitido por Jorge II da Grã-Bretanha após os levantes jacobitas, tornando o uso da roupa tradicional escocesa, incluindo o tartan e o kilt, ilegal na Escócia para aqueles que não estavam nas forças armadas britânicas. A lei foi revogada em 1782, tendo sido muito bem sucedida, e algumas décadas mais tarde, a vestimenta tradicional escocesa "romântica" foi entusiasticamente adotada por Jorge IV em uma visita à Escócia em 1822.
No Butão, o uso de trajes tradicionais (que também tem uma conotação étnica) em determinados locais, tais como na visita a escritórios do governo, foi tornado obrigatório em 1989 com as leis driglam namzha. Parte da vestimenta tradicional inclui o kabney, um cachecol cuja coloração é regulamentada. Apenas o Rei do Butão e o Chefe Abade podem vestir o cachecol cor de açafrão, com várias outras cores reservadas para os oficiais do governo e religiosos, e o branco disponível para pessoas comuns.

## Uso pejorativo do termolei suntuária
O termo lei suntuária tem sido utilizado como um termo pejorativo para descrever qualquer controle governamental de consumo, seja com base em considerações morais, religiosas, de saúde, ou segurança pública. O juiz Thomas M. Cooley geralmente descreve sua forma moderna como leis que "substituem o julgamento legislativo pelo do proprietário, quanto à maneira pela qual ele deve usar e empregar sua propriedade." Políticas para as quais o termo tem sido criticamente aplicadas incluem lei seca, proibição de drogas, proibição de fumar, e restrições à luta de cães.

### Proibição do álcool
Já em 1860, Anthony Trollope, escrevendo sobre suas experiências em Maine sob a lei estadual de proibição, declarou: "Esta lei (proibição), como todas as leis suntuárias, deve falhar." Em 1918, William Howard Taft condenou a lei seca nos Estados Unidos como uma lei suntuária ruim, afirmando que uma de suas razões para se opor à proibição era a sua crença de que as "leis suntuárias são assuntos para o ajuste paroquial". Taft depois repetiu essa preocupação. O Supremo Tribunal de Indiana também discutiu sobre a proibição do álcool como uma lei suntuária na sua decisão Herman v. Estado . Durante as convenções estaduais sobre a ratificação da 21 ª Emenda em 1933, numerosos delegados em todo os Estados Unidos criticaram a proibição como tendo sido uma lei suntuária imprópria que nunca deveria ter sido incluída na Constituição dos Estados Unidos.
Em 1971, um estudo federal dos Estados Unidos afirmou que as leis federais sobre o álcool incluem "leis suntuárias que são dirigidas ao comprador", incluindo, "Vendas não são permitidas a menores ou pessoas intoxicadas. Vendas de bebida a crédito muitas vezes também são proibidas. Sanções penais podem ser impostas por dirigir sob a influência de álcool, bem como para o comportamento bêbado."